# Djabrayil
Djabrayil (Cəbrayıl) este un oraș din Azerbaidjan.